# Vallsjön (Svegs socken, Härjedalen)
Vallsjön är en sjö i Härjedalens kommun i Härjedalen och ingår i Ljusnans huvudavrinningsområde. Sjön har en area på 1,19 kvadratkilometer och ligger 348 meter över havet. Sjön avvattnas av vattendraget Ol-Olsån (Gröningsån).

## Delavrinningsområde
Vallsjön ingår i det delavrinningsområde (687772-142922) som SMHI kallar för Utloppet av Vallsjön. Medelhöjden är 383 meter över havet och ytan är 11,01 kvadratkilometer. Räknas de 24 avrinningsområdena uppströms in blir den ackumulerade arean 198,31 kvadratkilometer. Ol-Olsån (Gröningsån) som avvattnar avrinningsområdet har biflödesordning 2, vilket innebär att vattnet flödar genom totalt 2 vattendrag innan det når havet efter 239 kilometer. Avrinningsområdet består mestadels av skog (72 procent). Avrinningsområdet har 1,35 kvadratkilometer vattenytor vilket ger det en sjöprocent på 12,3 procent.